# Loro Piana
Loro Piana — итальянская компания. Производитель одежды из шерсти и кашемира класса люкс, а также предметов интерьера. Штаб-квартира компании расположена в итальянском городе Куарона. Со дня своего основания являлась крупнейшим производителем премиальных изделий из кашемира и сверхтонкой шерсти. В декабре 2013 года 80 % компании купил французский люксовый холдинг LVMH. Компания располагает 2 собственными фабриками.

## История
История создания бренда Loro Piana достаточно условна, так как в ней трудно отследить хронологию. Семья Лоро Пиана занималась производством и торговлей шерстяных ниток и изделий из шерсти ещё с XVII века. Широкое развитие семейный бизнес получил после окончания Второй Мировой Войны, когда компанию возглавил Франко Лоро Пиана, племянник Пьетро. Именно с середины XX века имя Loro Piana начинают связывать с миром высокой моды. Начиная с 1970-х годов компанией руководили сыновья Франко — Пьер Луиджи, который путешествовал по миру в поисках сырья высочайшего качества и Серджио, который контролировал дизайнеров и производственные процессы.
Понимая ценности и интересы своих покупателей, бренд тщательно относится к выбору партнеров и амбассадоров. 

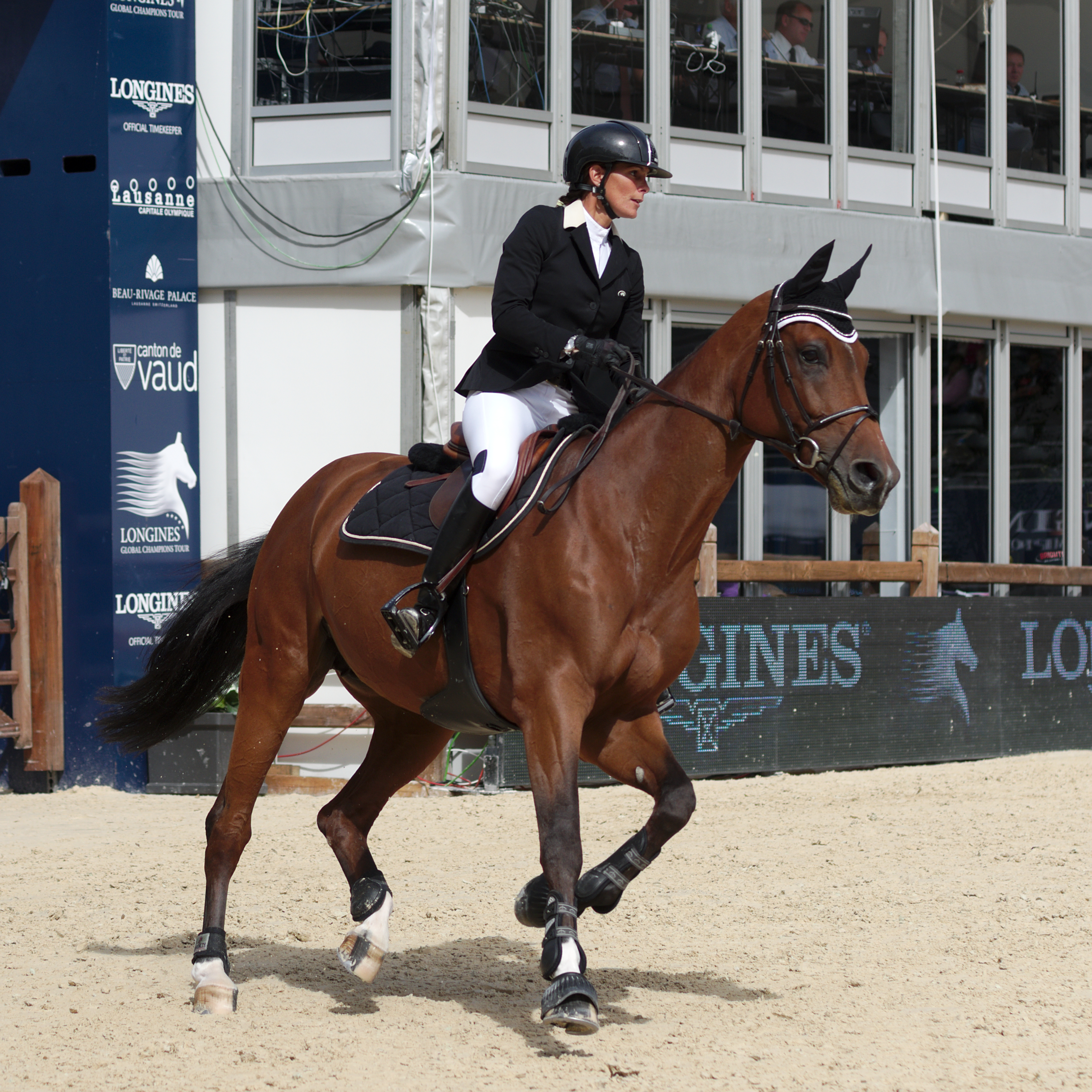

В 1985 году Loro Piana начинает сотрудничество с итальянской федерацией конного спорта.
С 2008 года бренд спонсирует парусный спорт вместе с Boat International Media и Costa Smerelda.
Компания также занимается научными исследованиями. В частности, она имеет собственные лаборатории в Монголии и Аргентине, выделяя значительные средства на исследование влияния внешних факторов на качество шерсти животных.
На данный момент Loro Piana имеет более 140 монобрендовых магазинов в крупнейших городах мира. С 2015 года компания осуществляет реализацию собственной продукции посредством интернет-магазина.
14 июля 2025 года судом Милана в компании был введён административный надзор сроком на 1 год по причине эксплуатации труда компаниями Китая, занимавшимися эксплуатацией нанятых на аутсорсинге рабочих. Китайские компании являются субподрядчиками Loro Piana. Компания была обвинена в ненадлежащем контроле за китайскими контрагентами.

## Деятельность
Большинство тканей компании производится из шерсти овец породы меринос. Изготавливаемое волокно имеет толщину 12 микрон. В год компанией производится 200 кг данной шерсти. Компания сотрудничает с заводчиками овец Австралии и Новой Зеландии.
Вторым проектом является мериносовая шерсть «Pecora Nera» («Чёрная овца»). Шерсть предназначена для верхней демисезонной одежды.
Также компания производит шерсть викуньи. В 1976 году викунья была занесена в Красную книгу. С 1994 года компания занимается восстановлением её поголовья. На 1976 год поголовье викуньи составляло 5 000. К 2008 году оно достигло 160 000. Толщина изготавливаемой шерсти 6–12 микрон. С одной викуньи раз в два года состригается 250 граммов шерсти. Для одного пальто требуется шерсть от 25 до 30 животных. 
В середине 1990-х годов Пьер Луиджи Лоро Пьяна обнаружил способ разделения подшёрстка, и добычи его наиболее нежной части. Разработка новой технологии продлилась 10 лет. В 2008 году компания презентовала кашемир «baby cashmere». Его получают из козьего пуха козлят в возрасте до года, которых разводят в Монголии, недалеко от Тибета. Диаметр ворсинки составляет всего 13,5 микрона. С одной козы собирают 30 грамм пуха.
В апреле 2025 года в Милане в Cortile della Seta дизайнеры Бритт Моран и Эмилиано Сальчи совместно с Loro Piana представили тематическую инсталляцию презентации мебельной коллекции «La Prima Notte di Quiete» — меблированный интерьер в стиле 1970-х и 1980-х годов. Декорации были выстроены кинематографически с применением звуковых спецэффектов. Loro Piana представил обивки для мебели.

## Финансовые показатели
В 2012 году оборот компании составил около 700 млн долларов, что привлекло внимание группы LVHM, которая позднее приобретет 80 % Loro Piana.
В 2016 году оборот компании составил 800 млн евро.
В 2017 году доля семьи Пиано в очередной раз сократилась и составила 15 %.

## Известные клиенты
- Во время митинга в Лужниках 18 марта 2022 года Президент Российской Федерации В. В. Путин был одет в куртку от Loro Piana ценой 14 000 $[8].